# Champasack (thị trấn)
Champasak (tiếng Lào: ຈຳປາສັກ [càmpàːsák]) là một thị trấn nhỏ nằm ở phía nam Lào, bên bờ tây sông Mekong cách Pakxe, thủ phủ của tỉnh Champasak khoảng 40 km về phía nam.
Thị trấn từng có thời là trung tâm của Vương quốc Champasak, một quốc gia độc lập trong Lào nhưng đã bị người Pháp thủ tiêu năm 1945 khi thành lập vương quốc Lào, tuy vậy vị vua cuối cùng của Champasak đóng đô ở Pakxe. Ngày nay thị trấn này vô cùng nhỏ bé,  gồm chủ yếu là các nhà nghỉ dọc bờ sông, phục vụ khách du lịch đến thăm tàn tích chùa Wat Phu cách đấy khoảng 10 km.